# 侯拱辰
侯拱辰（16世纪?—17世纪?），大兴县人，明代驸马。
萬曆九年（1581年），娶壽陽公主。授駙馬都尉，執掌宗人府五十余年。有子侯云桂。